# أوبن كريتك
أوبن كريتك (بالإنجليزية: OpenCritic؛ يترجم حرفياً كـ « الناقد المفتوح »)‏ هو موقع ويب من نوع مجمع المراجعات ‏ أنشئ في 2015، وهو متوفر باللغة الإنجليزية.

## وصلات خارجية
- الموقع الرسمي